# Przemysław Paul Zalewski
Przemysław Paul Zalewski (ur. 1967 w Białymstoku) – polski profesor ochrony materialnego dziedzictwa kulturowego, historyk architektury i urbanistyki, specjalista w dziedzinie ochrony zabytków, pracownik naukowy Europejskiego Uniwersytetu Viadrina we Frankfurcie nad Odrą.
W latach 1986–1992 studiował Konserwatorstwo i Zabytkoznawstwo na Uniwersytecie Mikołaja Kopernika w Toruniu, gdzie w 1992 otrzymał nagrodę im. Jerzego Frycza za pracę magisterską o architekturze teatralnej wiedeńskiego „Atelier Fellner & Helmer”. W latach 1991–1993 był dwukrotnym stypendystą GFPS, a także stypendystą Landu Bawarii. W okresie tym studiował historię sztuki, ochronę zabytków oraz archeologię na uniwersytetach w Heidelbergu i w Bambergu, gdzie skończył podyplomowe studium konserwatorskie. 1994–1997 był pracownikiem naukowym na uniwersytecie w Bambergu, a w latach 1997–2000 pracował jako rzeczoznawca w zakresie badań, dokumentacji i konserwacji obiektów zabytkowych we wschodniej, jak i w zachodniej części Niemiec. W 2000 roku obronił doktorat na Wydziale Architektury Uniwersytetu Technicznego w Berlinie. W latach 2000–2003 pracował jako adiunkt w Katedrze Ochrony Zabytków uniwersytetu weimarskiego (Bauhaus-Universität Weimar), a w okresie 2004-2009 jako Junior-Profesor ze specjalizacją ochrona zabytków i badania architektoniczne na uniwersytecie w Hanowerze. Od 2009 roku jest kierownikiem zaocznych studiów podyplomowych w zakresie Ochrony Europejskiego Dziedzictwa Kulturowego Europejskiego Uniwersytetu Viadrina i Collegium Polonicum w Słubicach.
Zalewski jest członkiem wielu stowarzyszeń branżowych, m.in. niemieckiego Komitetu Narodowego ICOMOS. Odgrywa on aktywną rolę w komitetach egzekutywnych ENCOUNTER (European Network for Country House and Estate Research), jak i Grupy Roboczej Polskich i Niemieckich Historyków Sztuki i Konserwatorów Zabytków. Należy on także do Rady Redakcyjnej (Editorial Board) periodyku „Journal of Comparative Cultural Studies in Architecture” wydawanego przez Institut für vergleichende Architekturforschung  na Uniwersytecie Technicznym w Wiedniu i jest oficjalnym konsultantem Kancelarii Państwa Kraju Związkowego Saksonia-Anhalt. Sporadycznie pełni też funkcje doradcze dla innych renomowanych instytucji politycznych i naukowych, takich jak Bundestag, Federalne Ministerstwo Badań i Technologii, Parlament Miast Niemieckich (Deutscher Städtetag), Fundacja Humboldta czy Deutsche Forschungsgemeinschaft.
Zalewski przez wiele lat współpracował we francusko-niemieckich programach inwentaryzacji architektury romańskiej w południowej Burgundii. Był też trzykrotnie jurorem wysoko dotowanej nagrody Niemieckiego Kościoła Ewangelickiego przyznawanej raz na trzy lata za innowacyjne projekty użytkowania historycznych budynków sakralnych. W latach 2017–2019 Zalewski koordynował wspólnie z Ewangelickim Biskupstwem Luterańskim w Sybinie (Rumunia) program diagnostyki zagrożonych kościołów warownych ulokowanych w zakolu Karpat w Transylwanii. Obejmujący łącznie 40 zespołów fortecznych program diagnostyki należał do największych tego typu przedsięwzięć w Rumunii. Zalewski był koordynatorem niemieckiej części projektu finansowanej przez resort kultury i mediów rządu Niemiec. W 2018 roku Zalewski został powołany do jury prestiżowej nagrody Georg Dehio-Kulturpreis przyznawanej przez Niemieckie Forum Kultury Europy Środkowej i Wschodniej. W 2020 roku został jednym z trzech Dyrektorów w Research Center Sanssouci (RECS) w Poczdamie.
W obrębie zainteresowań badawczych Zalewskiego znajdują się również tematy związane z architekturą i urbanistyką XX wieku.
Zalewski był w przeszłości organizatorem wielu konferencji i inicjatyw polsko-niemieckich.

## Publikacje książkowe
- P. Zalewski, D. Poulot, E. Tulmets (red.), L’effet patrimoine : transmissions entre ruptures et continuités. Quebec 2025.
- P. Zalewski, M. v. Engelberg (red.), Leonhard Christoph Sturm, Theorie und Praxis der Architektur im frühen 18. Jahrhundert. Petersberg 2023.
- P. Zalewski, M. Abraham-Diefenbach (red.), Marginalisiertes Kulturerbe und Perspektiven für regionale Entwicklung. Schlösser, Gutshäuser und jüdische Friedhöfe im deutsch-polnischen Grenzland. Frankfurt (Oder) – Słubice 2022
- P. Zalewski, K. Stefanski (red.), Die postindustrielle Stadt und ihr Erbe im 21. Jahrhundert. Schutz-Erhaltung-Revitalisierung. Miasto poindustrialne i jego dziedzictwo w XXI wieku. Ochrona-konserwacja-rewitalizacja. (Seria wydawnicza Instytutu Sztuki PAN: „Das gemeinsame Kulturerbe – Wspólne Dziedzictwo” hg. v. M. Omilanowska, Bd. 13), Warszawa 2021.
- P. Zalewski, Die Gunst der Stunde. Architektur der Weimarer Republik in Frankfurt (Oder) – Wielka Szansa. Architektura we Frankfurcie nad Odrą w czasach Republiki Weimarskiej. Berlin 2018
- P. Zalewski, J. Drejer (red.), Kulturerbe und Aneignungsprozesse in deutsch-polnischen Kontakträumen. Motivationen, Realitäten, Träume. / Dziedzictwo kulturowe i procesy dziedziczenia w rejonach przenikania się kultury polskiej i niemieckiej. Motywacje, realia, wizje. (Seria wydawnicza Instytutu Sztuki PAN: „Das gemeinsame Kulturerbe – Wspólne Dziedzictwo” hg. v. M. Omilanowska und J. Sito, Bd. 9), Warszawa 2014.
- P. Zalewski (red.), Biozidbelastete Kulturgüter. Grundsätzliche Hinweise und Texte zur Einführung in die Problematik.Frankfurt (Oder) 2014
- S. Braun, P. Zalewski (red.) Denkmal trifft Schule. Schule trifft Denkmal. Bonn-Frankfurt (Oder) 2014
- P. Zalewski, B. Bielinis-Kopeć (red.), Społeczeństwo obywatelskie a ochrona zabytków na pograniczu polsko-niemieckim / Zivilgesellschaft und Denkmalschutz im deutsch-polnischen Grenzgebiet. Gubin 2014
- P. Zalewski, J. Drejer (red.), Polsko-niemieckie dziedzictwo kulturowe a społeczeństwo obywatelskie w dzisiejszej Polsce. Doświadczenia, trendy, szanse. Deutsch-polnisches Kulturerbe und die Zivilgesellschaft im heutigen Polen. Erfahrungen, Trends, Chancen. Warszawa 2012
- P. Zalewski (red.), Dachkonstruktionen der Barockzeit in Norddeutschland und im benachbarten Ausland. Petersberg 2009.
- P. Zalewski, Baugeschichte einer Handwerkerstadt. Stadtgefüge und Baukonstruktionen in der Stadt Schmalkalden vom 13. bis zum 18. Jahrhundert. Erfurt-Altenburg 2003.
- J. Cramer, Th. Eissing, P. Zalewski, A. Prescher, Dächer in Thüringen. Bad Homburg-Leipzig 1996.